# Stor-Ögentjärnen
Stor-Ögentjärnen är en sjö i Skellefteå kommun i Västerbotten och ingår i Jävreån-Åbyälvens kustområde. Sjön har en area på 0,0358 kvadratkilometer och ligger 26 meter över havet.

## Delavrinningsområde
Stor-Ögentjärnen ingår i det delavrinningsområde (723120-176406) som SMHI kallar för Mynnar i havet. Medelhöjden är 22 meter över havet och ytan är 4,31 kvadratkilometer. Räknas de 2 avrinningsområdena uppströms in blir den ackumulerade arean 27,44 kvadratkilometer. Avrinningsområdets utflöde Kinnbäcken mynnar i havet. Avrinningsområdet består mestadels av skog (86 procent). Avrinningsområdet har 0,04 kvadratkilometer vattenytor vilket ger det en sjöprocent på 0,8 procent.